# Currito de la Cruz (película de 1926)
Currito de la Cruz es una película española muda estrenada en 1926, escrita y dirigida por Alejandro Pérez Lugín y protagonizada en los papeles principales por Jesús Tordesillas y Elisa Ruiz Romero.
Se trata de una adaptación de la novela homónima del propio director que fue posteriormente llevada al cine en 1936, 1949 y 1965.

## Sinopsis
La película narra la historia de un torero criado de pequeño en el hospicio de Nuestra Señora de los Desamparados. Tras lanzarse como espontáneo en el ruedo de la plaza de toros de la Maestranza, Currito consigue forjarse un futuro prometedor como matador de toros. El está enamorado de Rocío, hija de su descubridor, pero sufre el menosprecio de ella, que se siente atraída por el torero Romerita.

## Reparto
- Jesús Tordesillas como Currito de la Cruz
- Manolo González como Manuel Carmona
- Elisa Ruiz Romero como Rocío
- Antonio Calvache como Romerita
- Ana Adamuz como Sor María del Amor Hermoso
- Faustino Bretaño como Copita
- Domingo del Moral como Gazuza
- Elisa Sánchez como Teresa
- Cándida Suárez como Manuela 'La Gallega'
- Fernando Fresno	como	El 'Pintao'
- Clotilde Romero como Rufina
- Carmen Larrabeiti como Una gachí
- Isabel Almarche como Otra gachí
- Rafael Calvo como Padre Almanzor
- Barón de Kardy (Julio Rodríguez)
- Juan Espantaleón